# Pietro I Candiano
Pietro I Candiano (c. 842 - 18 de septiembre de 887) fue brevemente el decimosexto dux de Venecia según la tradición, y el decimocuarto según los datos históricos verificables.
Pietro siguió en el cargo a Orso I y Giovanni I Participazio, elegido para el trono junto al amado y anciano Giovanni, aproximadamente en abril de 887. Puso en marcha una campaña militar contra el principado dálmata de Pagania, que era hostil a la República de Venecia desde el año anterior. Tan pronto como se convirtió en dux, avanzó con una flota de doce galeras al puerto de Makarska (italiano: Mokro), donde hundió cinco naves narentinas. El dux desembarcó cerca de Mokro y se introdujo tierra adentro, aplastando los narentinos sus fuerzas y causándole la muerte en una batalla campal el 18 de septiembre de 887. Fue el primer dux muerto en combate por la Serenísima, y por su derrota los venecianos empezaron a pagar un tributo anual al príncipe Branimir de Croacia (879-892), a cambio del derecho de paso y comercio por la parte croata del mar Adriático. Giovanni Participazio se encargó del gobierno por un tiempo hasta que pudo ser encontrado un sucesor para Candiano, como sería Pietro Tribuno, su sobrino nieto. A este le sucedería más tarde el hijo de Candiano, Pietro II Candiano.